# Bou de mare
Boul de mare (Uranoscopus scaber) este un pește marin, din familia uranoscopidelor, care trăiește pe funduri nisipoase sau pietroase, din Oceanul Atlantic, Marea Mediterană, Marea Marmara și Marea Neagră. Lungimea până la 40 cm. Are corpul foarte lat și comprimat dorso-ventral în partea anterioară și îngustat spre coadă, astfel încât are aspectul unui con. Capul este mare, larg, cu gura mare verticală și prevăzută pe fălci cu dinți mici și cu o excrescență filiformă. Capul, în partea lui posterioară, este prevăzut cu plăci osoase și cu spini, dintre care doi mai mari se găsesc în colțul supero-posterior al operculului și sunt îndreptați înapoi. Ochii bulbucați sunt așezați dorsal. Pe spate are două înotătoare. Înotătoarele ventralele deplasate mult înainte, iar înotătoarea anala lungă. Solzii sunt mici și lipsesc pe abdomen. Colorație: pe spate cenușie-cafenie cu puncte albe. În lungul flancurilor, pe jumătatea lor superioară, are dungi întunecate, longitudinale, cafenii, alternând cu altele mai deschise. Abdomenul este albicios. Prima înotătoare dorsală neagră, înotătoarele ventrale roz-gălbui, înotătoarea pectorală și caudală brune.
Stă, de obicei, pe fund, îngropându-se în nisip; își rotește ochii, ca un cameleon, în toate părțile și scoate din când în când din gură o excrescență filiformă, fixată pe partea internă a mandibulei, lungă de 2,0-2,5 cm, care îi servește pentru a atrage prada, pe care o apucă fără a ieși din nisip. Se hrănește cu pui de pește, pești mai mici, moluște, echinoderme, anelide, alge și plante. Depune icre pelagice transparente, în iulie-septembrie. Are importanță economică redusă. Se pescuiește în cantități mici.